# Liste der Biografien/Poc
Liste der Biografien |
Portal Biografien |
Personensuche
# |
A |
B |
C |
D |
E |
F |
G |
H |
I |
J |
K |
L |
M |
N |
O |
P |
Q |
R |
S |
T |
U |
V |
W |
X |
Y |
Z |
?
 
Pa |
Pc |
Pe |
Pf |
Ph |
Pi |
Pj |
Pk |
Pl |
Pm |
Pn |
Po |
Pr |
Ps |
Pt |
Pu |
Pv |
Pw |
Py
 
Poa |
Pob |
Poc |
Pod |
Poe |
Pof |
Pog |
Poh |
Poi |
Poj |
Pok |
Pol |
Pom |
Pon |
Poo |
Pop |
Por |
Pos |
Pot |
Pou |
Pov |
Pow |
Pox |
Poy |
Poz
Die Liste der Biografien führt alle Personen auf, die in der deutschsprachigen Wikipedia einen Artikel haben. Dieses ist eine Teilliste mit 148 Einträgen von Personen, deren Namen mit den Buchstaben „Poc“ beginnt.

## Poc
- Poc, Pavel (* 1964), tschechischer Politiker, Abgeordneter im Europäischen Parlament

### Poca
- Pocahontas († 1617), Indianer-PrinzessinPocahontas († 1617)

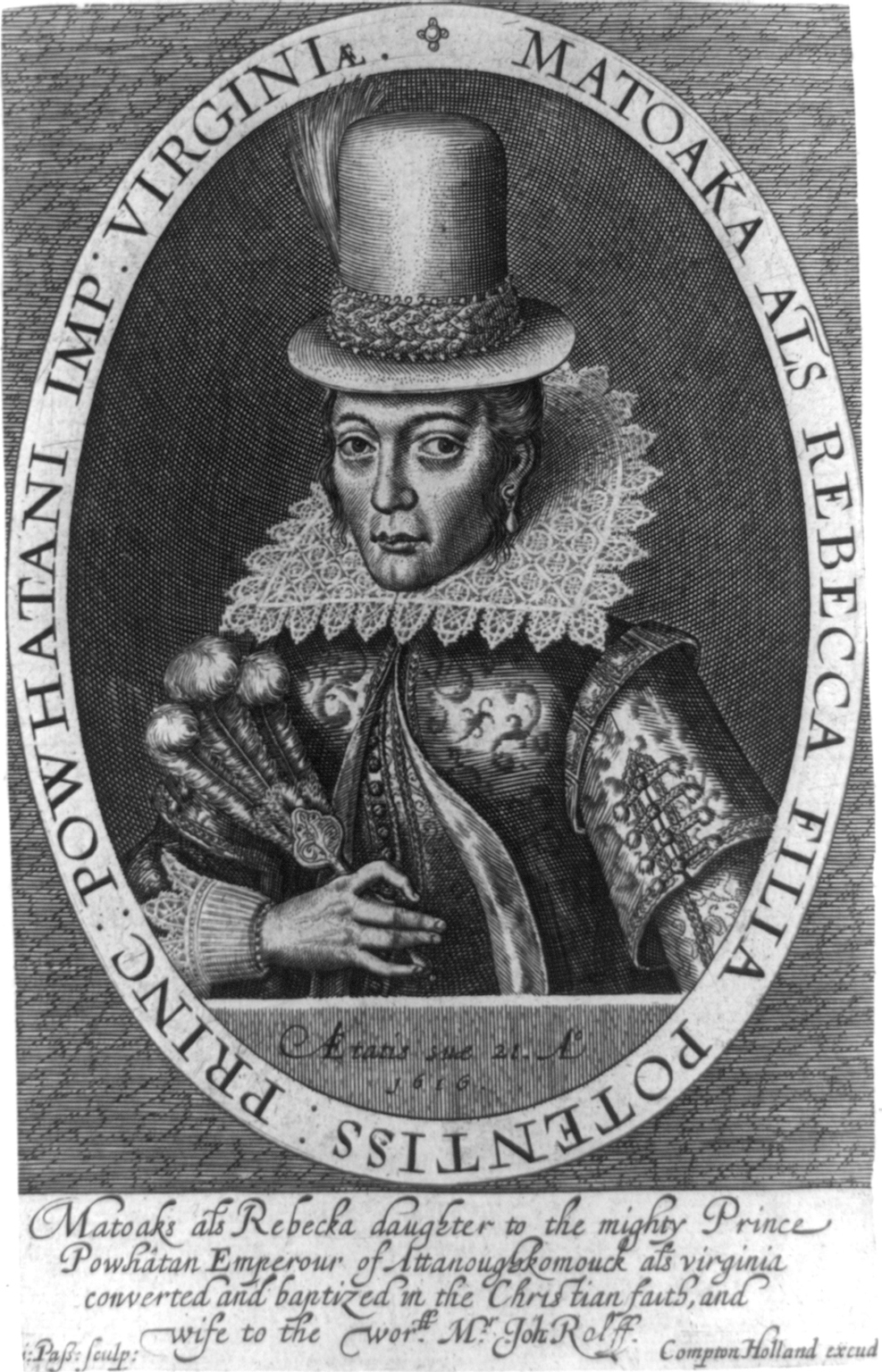
Pocahontas († 1617)

- Pocan, Mark (* 1964), US-amerikanischer Politiker der Demokratischen Partei
- Pocar, Ervino (1892–1981), italienischer Literaturwissenschaftler, Germanist und Übersetzer
- Poças, Edgard (* 1946), brasilianischer Sänger und Komponist
- Poças, Rui (* 1966), portugiesischer Kameramann
- Pocatello (1815–1884), Häuptling der Shoshone

### Pocc
- Poccetti, Bernardino (1548–1612), italienischer Maler
- Pocci, Filippo (1912–1991), italienischer römisch-katholischer Geistlicher und Weihbischof in Rom
- Pocci, Franz von (1807–1876), deutscher Zeichner, Radierer, Schriftsteller, Musiker und Komponist
- Poccianti, Pasquale (1774–1858), italienischer Architekt des Klassizismus

### Poch
- Poch Gradin, Carlos (* 1982), spanischer Tennisspieler
- Poch y Gascón, Amparo (1902–1968), spanische Medizinerin, Autorin, Anarchistin und Syndikalistin
- Pöch, Georg (1895–1970), österreichischer Arzt
- Pöch, Hella (1893–1976), österreichische Anthropologin und nationalsozialistische Rassenforscherin
- Poch, Jacques (1912–2009), französischer Unternehmer und Autorennfahrer
- Poch, Nikolaus (* 1965), österreichischer Benediktiner, Abt des Schottenstiftes in Wien
- Pöch, Rudolf (1870–1921), österreichischer Ethnograph, Anthropologe und Forscher
- Poch-Kalous, Margarethe (1915–1974), österreichische Kunsthistorikerin
- Pochabová, Michaela (* 1989), slowakische Tennisspielerin
- Pochabow, Iwan Iwanowitsch (1610–1668), russischer Kosak und Entdecker
- Pochabow, Jakow Iwanowitsch, russischer Kosak und Entdecker
- Pöchacker, Susanne (* 1967), österreichische Theater- und Fernsehschauspielerin, Kabarettistin und WissensmanagerinSusanne Pöchacker (* 1967)

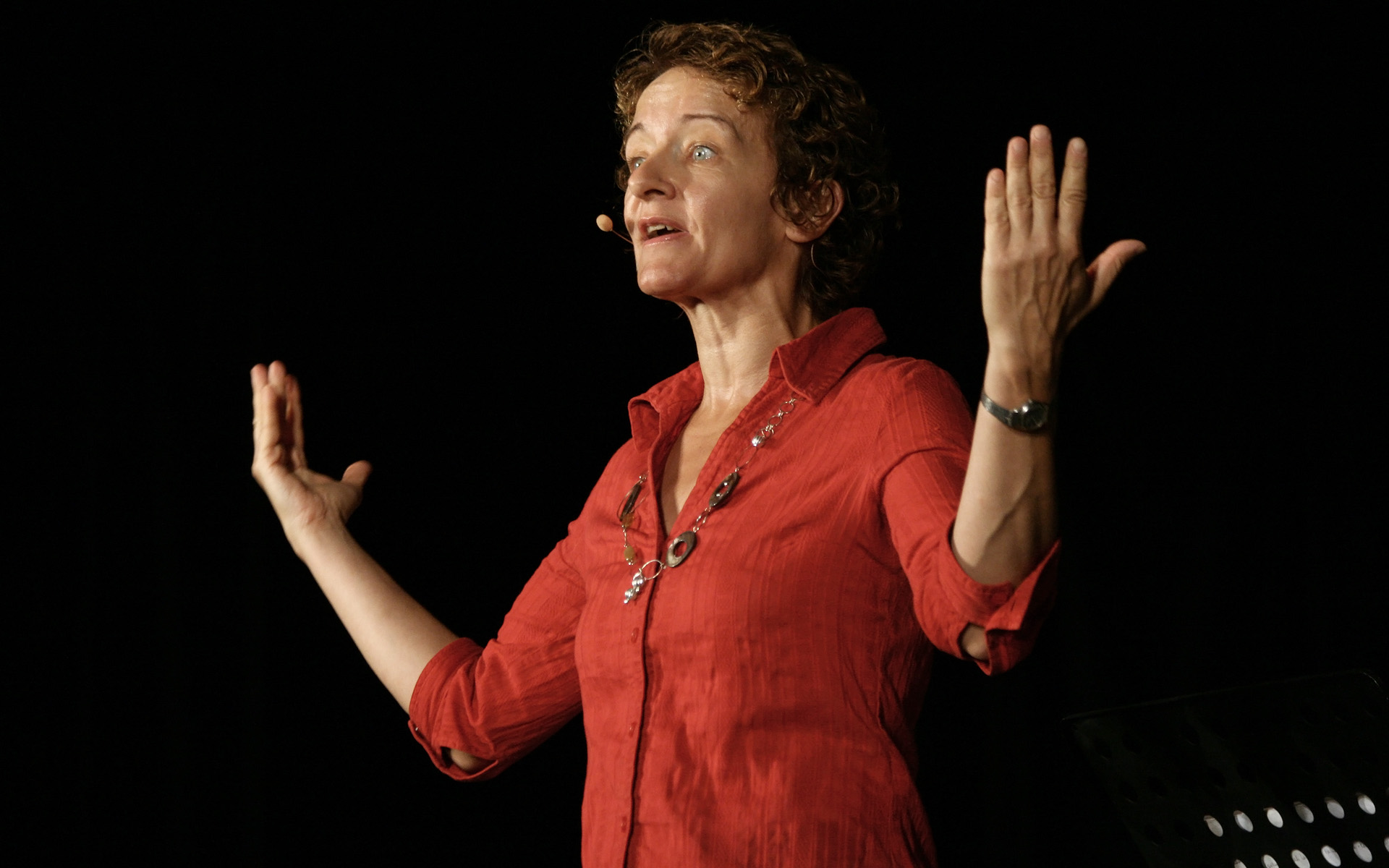
Susanne Pöchacker (* 1967)

- Pochan, André (1891–1979), französischer Lehrer und Amateur-Ägyptologe
- Pochat, Götz (* 1940), deutscher Kunsthistoriker
- Pochath, Werner (1939–1993), österreichischer Schauspieler
- Pochauvin, Rémy (1961–2021), französischer Autorennfahrer
- Poche, Adolph von (1811–1893), österreichischer Jurist und Politiker
- Poché, Felix Pierre (1836–1895), US-amerikanischer Jurist und Politiker
- Poche, Franz (1844–1916), österreichischer Politiker und Kaufmann
- Poche, Klaus (1927–2007), deutscher Autor
- Poche, Miroslav (* 1978), tschechischer Politiker
- Poche, Oswald (1908–1962), deutscher Leiter der Gestapo in Frankfurt am Main und SS-Offizier in der Einsatzgruppe A
- Poche, Rolf (* 1938), deutscher Former und Mitglied der Volkskammer der DDR
- Poche-Lettmayer, Eugen von (1846–1904), österreichischer Großgrundbesitzer und Politiker
- Pocher, Erhard (* 1954), deutscher Ringer
- Pocher, Oliver (* 1978), deutscher Komiker, Entertainer, Moderator und SchauspielerOliver Pocher (* 1978)

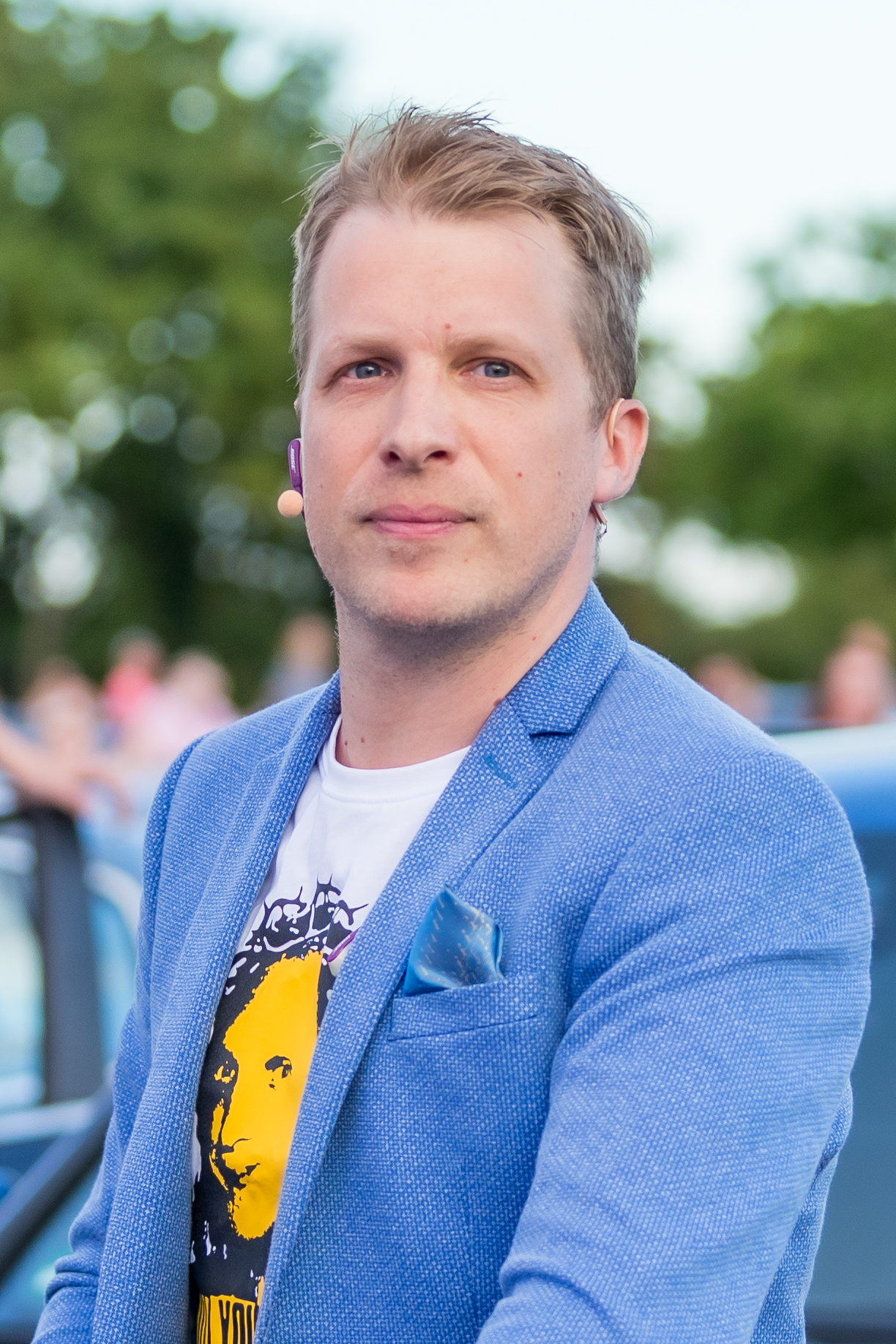
Oliver Pocher (* 1978)

- Pochert, Anne (* 1986), deutsche Fußballspielerin und -trainerin
- Pochettino, Mauricio (* 1972), argentinischer Fußballspieler und -trainer
- Pöchhacker, Franz (* 1962), österreichischer Dolmetscher
- Pöchhacker, Horst (1938–2014), österreichischer Manager
- Pöchhacker, Paul (* 1975), österreichischer Wahlkampfmanager (SPÖ)
- Pochhammer, Conrad (1873–1932), deutscher Mediziner und Hochschullehrer
- Pochhammer, Erich von (1860–1914), preußischer Generalmajor
- Pochhammer, Felicia (* 1980), deutsche Journalistin und Nachrichtenmoderatorin
- Pochhammer, Gabriele (* 1948), deutsche Journalistin und Pferdezüchterin
- Pochhammer, Hans (1877–1946), deutscher Marineoffizier und Autor
- Pochhammer, Karl-Georg (* 1954), deutscher Zahnarzt, Stellvertretender Vorsitzender des Vorstands der Kassenzahnärztlichen Bundesvereinigung
- Pochhammer, Kurt (1920–2004), deutscher Mediziner und Sportfunktionär
- Pochhammer, Leo August (1841–1920), deutscher Mathematiker
- Pochhammer, Margarete (1852–1926), deutsche Schriftstellerin und Frauenrechtlerin
- Pochhammer, Paul (1841–1916), preußischer Oberstleutnant und Dante-Forscher
- Pochhammer, Wilhelm von (1785–1856), preußischer Generalleutnant, Pomologe und Schriftsteller
- Pochhammer, Wilhelm von (1892–1982), deutscher Diplomat
- Pochilko, Stanislaw Walerjewitsch (* 1975), russischer Skispringer
- Pochlatko, Dieter (* 1943), österreichischer Filmproduzent, Kameramann und UnternehmerDieter Pochlatko (* 1943)

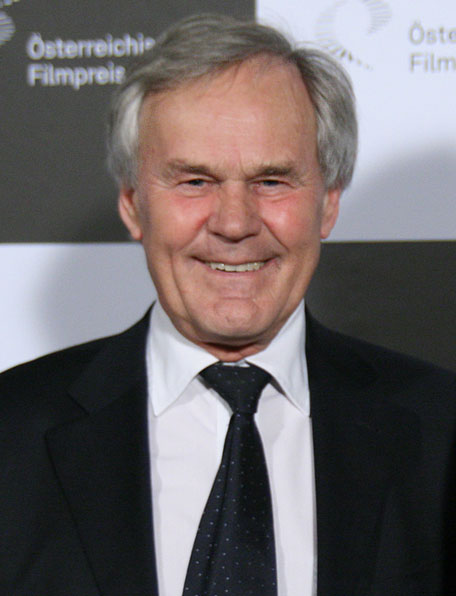
Dieter Pochlatko (* 1943)

- Pochlatko, Florian (* 1986), österreichischer Filmregisseur und Drehbuchautor
- Pochlatko, Jakob (* 1984), österreichischer Filmproduzent
- Pochlatko, Walter (1901–1986), österreichischer Bildhauer und Schriftsteller
- Pochljobkin, Wladimir Wassiljewitsch (1923–2000), sowjetischer Historiker, Heraldiker, Spezialist für internationale Beziehungen und Koch
- Pochmann, Alfred (1916–1982), deutscher Protistologe und Phykologe
- Pochmann, Eduard (1839–1904), deutscher Theaterschauspieler und -regisseur
- Pochmann, Ferdinand (1841–1905), deutscher Theaterschauspieler und Intendant
- Pochmann, Henry A. (1901–1973), amerikanischer Literaturwissenschaftler
- Pochmann, Stefan, deutscher Speedcuber
- Pochmann, Traugott Leberecht (1762–1830), deutscher Bildnis- und Geschichtsmaler
- Pochmarski, Erwin (* 1943), österreichischer Archäologe
- Pöchmüller, Emmerich (1902–1963), österreichischer Chemieingenieur
- Pochnicht, Lars (* 1975), deutscher Politiker (SPD), MdHB
- Pochoda, Ivy (* 1977), US-amerikanische Schriftstellerin und Squashspielerin
- Pochodajew, Sergei Alexejewitsch (* 1998), russischer Schauspieler
- Pochon, Monique, Schweizer Basketballspielerin
- Pochonet, Gérard (1924–2000), französischer Jazzmusiker
- Pochop, Geralf (* 1964), deutscher Sachbuchautor und Zeitzeuge
- Pochstein, Hans-Joachim (1952–1991), deutscher Fußballspieler
- Pochwała, Marcin (* 1984), polnischer Kanute
- Pochwała, Tomasz (* 1983), polnischer Skispringer und Nordischer Kombinierer
- Pochwalski, Kasimir (1855–1940), polnischer Bildnis-, Landschafts- und Genremaler
- Pochytonow, Iwan (1850–1923), ukrainischer Maler

### Poci
- Pociao (* 1951), deutsche literarische Übersetzerin, Autorin und Verlegerin
- Počiatek, Ján (* 1970), slowakischer Politiker
- Pociecha, Bartłomiej (* 1992), polnischer Eishockeyspieler
- Pociej, Hypatios (1541–1613), Kastellan von Brest, Bischof von Wladimir und Brest, unierter Metropolit von Kiew
- Pociłowska, Zofia (1920–2019), polnische Bildhauerin
- Pocisková, Nela (* 1990), slowakische Sängerin und Schauspielerin
- Pociūnienė, Liudvika (* 1958), litauische Politikerin (TS-LKD), Mitglied des Seimas
- Pocius, Algirdas (1930–2021), litauischer Politiker und Autor, Schriftsteller und Journalist
- Pocius, Arvydas (* 1957), litauischer Generalleutnant und ehemaliger Armeebefehlshaber
- Pocius, Arvydas (* 1958), litauischer Jurist, Leiter von Valstybės saugumo departamentas (2004–2007)
- Pocius, Martynas (* 1986), litauischer Basketballspieler
- Pocius, Zigmantas (1935–1997), litauischer Politiker, Mitglied des Seimas
- Pociūtė-Levickienė, Indrė (* 1979), litauische Juristin und Politikerin

### Pock
- Pock, Alexander (1871–1950), österreichischer Genremaler
- Pöck, Friedrich von (1825–1884), österreichischer Admiral und Marinekommandant
- Pöck, Gregor (1862–1945), Zisterzienser, Abt des Stiftes Heiligenkreuz
- Pöck, Herbert (* 1957), österreichischer Eishockeytrainer und -spieler
- Pock, Johann (* 1965), österreichischer Pastoraltheologe und Autor
- Pock, Johann Jacob (1604–1651), deutsch-österreichischer Steinmetzmeister und Bildhauer des Barock, Obervorsteher der Wiener Bauhütte
- Pock, Johann Joseph (1675–1735), österreichisch-deutscher Jurist
- Pock, Julius (1840–1911), österreichischer Alpinist
- Pöck, Markus (* 1992), österreichischer Eishockeyspieler
- Pock, Rosa (* 1949), österreichische Schriftstellerin
- Pöck, Thomas (* 1981), österreichischer Eishockeyspieler
- Pock, Tobias (1609–1683), deutscher Maler
- Pock, Verena (* 1993), österreichische Skispringerin
- Pockaj, Lydia (* 1980), deutsche Sängerin
- Pockar, Brian (1959–1992), kanadischer Eiskunstläufer
- Pockberger, Haymo (1925–2008), österreichischer Schauspieler und Radiomoderator
- Pöckel, Enoch (1578–1627), Ratsmitglied und Ratsbaumeister in Leipzig, Hammerherr
- Pöckel, Johann Friedrich (1614–1649), kursächsischer Beamter
- Pockels, Agnes (1862–1935), deutsche PhysikerinAgnes Pockels (1862–1935)

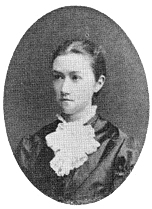
Agnes Pockels (1862–1935)

- Pockels, August (1791–1840), deutscher Arzt
- Pockels, Caroline (1828–1900), deutsche Porträtmalerin
- Pockels, Friedrich (1865–1913), deutscher Physiker und Bruder von Agnes Pockels
- Pockels, Karl Friedrich (1757–1814), deutscher Schriftsteller und Hofrat
- Pockels, Wilhelm (1832–1904), deutscher Politiker, Oberbürgermeister der Stadt Braunschweig (1879–1904)
- Pocket Hazel (* 1994), vietnamesisch-deutsche YouTuberin, Influencerin und Moderatorin
- Pöckl, Wolfgang (* 1952), österreichischer Sprach- und Übersetzungswissenschaftler
- Pöckler, Irma (1919–2007), deutsche Kommunalpolitikerin
- Pocklington, Henry Cabourn (1870–1952), britischer Mathematiker und Physiker
- Pocklington, Joel (* 1986), australischer Stabhochspringer
- Pockrandt, Lukas (* 2000), deutscher Volleyballspieler
- Pockrandt, Werner (1905–1988), deutscher Fossiliensammler
- Pockstaller, Pirmin (1806–1875), Abt von St. Georgenberg-Fiecht
- Pockwitz, Hieronymus Michael (1723–1799), deutscher Drucker und Verleger

### Poco
- Pocobelli, Giulio (1766–1843), Schweizer Architekt, Politiker, Tessiner Grossrat und Staatsrat
- Pocock, Colin (* 1972), südafrikanischer Beachvolleyballspieler
- Pocock, George (1706–1792), britischer Admiral
- Pocock, J. G. A. (1924–2023), neuseeländischer Historiker, Politologe und Hochschullehrer
- Pocock, Nicholas (1740–1821), britischer Maler
- Pocock, Philip (* 1954), kanadischer Video-, Installations- und digitaler Künstler
- Pocock, Philip Francis (1906–1984), kanadischer Geistlicher, römisch-katholischer Erzbischof von Toronto
- Pocock, Reginald Innes (1863–1947), britischer Zoologe und Arachnologe
- Pocock, Tim (* 1985), australischer SchauspielerTim Pocock (* 1985)

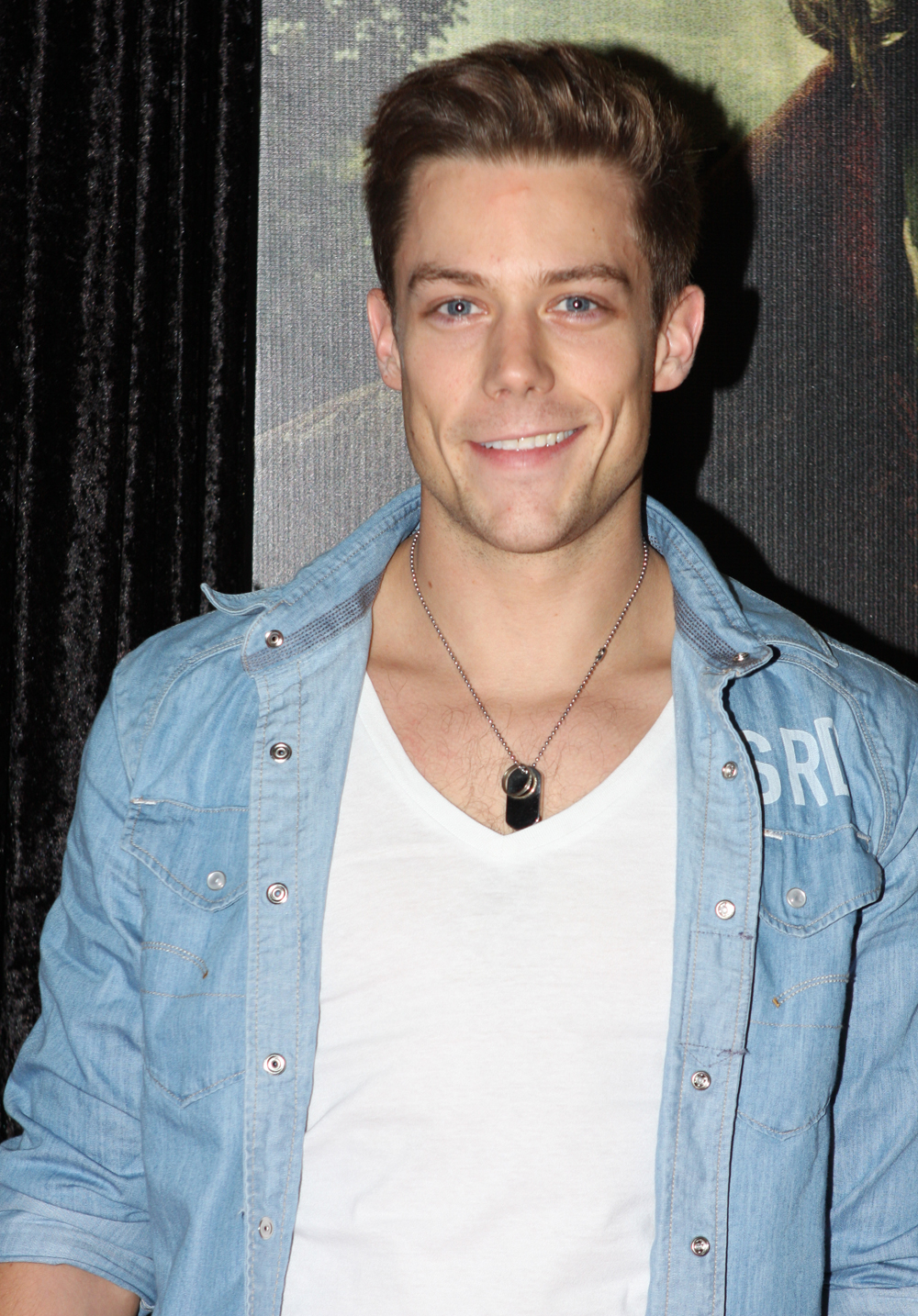
Tim Pocock (* 1985)

- Pocock, Tom (1925–2007), britischer Journalist und Marinehistoriker
- Pococke, Edward (1604–1691), britischer Orientalist und Theologe
- Pococke, Richard (1704–1765), englischer Reiseschriftsteller, anglikanischer Bischof
- Pocognoli, Sébastien (* 1987), belgischer Fußballspieler und -trainer

### Pocr
- Pocrnja, Milivoi (* 1944), jugoslawischer Radrennfahrer

### Pocs
- Pócsik, Dénes (1940–2004), ungarischer Wasserballspieler

### Poct
- Počtová, Zdeňka (1938–2023), tschechoslowakische Kanutin

### Pocu
- Počuča, Dragan (* 1974), serbischer Handballtorwart

### Pocz
- Pócza, Barbara (* 1986), ungarische Tennisspielerin
- Poczobut, Andrzej (* 1973), belarussischer Journalist, Autor und politischer Aktivist
- Poczobutt, Marcin Odlanicki (1728–1810), polnisch-litauischer Astronom, Jesuit und Mathematiker
- Pocztowiak, Natalia (* 1988), polnische Badmintonspielerin
- Póczy, Klára (1923–2008), ungarische Provinzialrömische Archäologe
- Poczykowska, Leokadia (* 1955), litauische Politikerin